# PGC 37950
LEDA/PGC 37950 ist eine Spiralgalaxie vom Hubble-Typ Sa im Sternbild Hydra südlich der Ekliptik. Sie ist schätzungsweise 95 Millionen Lichtjahre von der Milchstraße entfernt und bildet gemeinsam mit zehn weiteren Galaxien die IC 764-Gruppe (LGG 271).

Im selben Himmelsareal befindet sich die Galaxie IC 3015.